# Metriophasma crassum
Metriophasma crassum är en insektsart som först beskrevs av Morgan Hebard 1924.  Metriophasma crassum ingår i släktet Metriophasma och familjen Pseudophasmatidae. Inga underarter finns listade i Catalogue of Life.